# Lijst van musea met fossielen
Dit is een lijst van musea met fossielen. 

## België
- Museum voor Natuurwetenschappen (Brussel)
- Natuurhistorisch Museum Boekenberg (Deurne)
- Schoolmuseum Michel Thiery (De Wereld van Kina) (Gent)
- Documentatiecentrum van het arduin en het glas (Zinnik)

## Nederland
- Teylers museum (Haarlem) Collectie bezit één originele archaeopteryx.
- Nationaal Natuurhistorisch Museum Leiden ("Naturalis")
- Natuurhistorisch Museum Maastricht
- Visserijmuseum Breskens Zeeland
- Geologisch Museum Hofland (Laren NH)
- Oertijdmuseum De Groene Poort (Boxtel)
- International Fossil Shell Museum (Utrecht) Ruim 4000 foto's: http://www.fossilshells.nl.
- Natuurmuseum Fryslân
- Geologisch Streekmuseum "de IJsselvallei" , Olst (Overijssel)
- Museon (Den Haag)
- Gelders Geologisch Museum (Velp)
- Kristalmuseum(Borculo)

## Frankrijk
- Muséum national d'Histoire naturelle (Parijs en verschillende plaatsen in Frankrijk)

## Griekenland
- Mineralogisch-paleontologisch Museum Stamatiadis (Rhodos)

## Verenigd Koninkrijk
- Natural History Museum (Londen)

## Verenigde Staten
- North Carolina Museum of Natural Sciences (Raleigh, North Carolina)

## Zuid-Afrika
- Kaapstad
- Graaff Reinet
- Fraserburg

## Brazilië
- Nationaal Museum van Brazilië (Rio de Janeiro)

## Canada
- Royal Tyrrell Museum of Palaeontology (Drumheller, Alberta)